# André Bonin
André Jean Eugène Bonin (ur. 10 marca 1909 w Granville, zm. 7 września 1998 w Paryżu) – francuski florecista, złoty medalista igrzysk olimpijskich i mistrzostw świata.
Na igrzyskach olimpijskich w Londynie w 1948 roku Francuzi w składzie: z André Bonin, Jéhan de Buhan, Christian d’Oriola, Jacques Lataste, René Bougnol i Adrien Rommel zdobyli złoty medal w zawodach drużynowych. Był to jego jedyny start olimpijski.
Podczas mistrzostw świata w Lizbonie w 1947 roku razem z Bougnolem, de Buhanem, d’Oriolą i Rommelem zwyciężył w turnieju drużynowym.